# Procrica
Procrica là một chi bướm đêm thuộc phân họ Tortricinae của họ Tortricidae.

## Các loài
- Procrica agrapha Diakonoff, 1983
- Procrica camerunica Razowski, 2002
- Procrica diarda Diakonoff, 1983
- Procrica imitans (Diakonoff, 1947)
- Procrica intrepida (Meyrick, 1912)
- Procrica ochrata Razowski, 2002
- Procrica ophiograpta (Meyrick, 1932)
- Procrica parva Razowski, 2002
- Procrica sanidota (Meyrick, 1912)
- Procrica semilutea Diakonoff, 1960